# Лейквуд-Вілледж (Техас)
Лейквуд-Вілледж (англ. Lakewood Village) — місто (англ. city) в США, в окрузі Дентон штату Техас. Населення — 635 осіб (2020).

## Географія
Лейквуд-Вілледж розташований за координатами 33°8′10″ пн. ш. 96°58′35″ зх. д. / 33.13611° пн. ш. 96.97639° зх. д. (33.136053, -96.976442).  За даними Бюро перепису населення США в 2010 році місто мало площу 1,85 км², з яких 1,83 км² — суходіл та 0,02 км² — водойми.

## Демографія
Згідно з переписом 2010 року, у місті мешкало 545 осіб у 199 домогосподарствах у складі 158 родин. Густота населення становила 295 осіб/км².  Було 211 помешкання (114/км²).
Расовий склад населення:
| - 89,9 % — білих - 3,3 % — азіатів - 0,7 % — чорних або афроамериканців - 0,6 % — корінних американців - 3,9 % — осіб інших рас |

До двох чи більше рас належало 1,7 %. Частка іспаномовних становила 10,3 % від усіх жителів.
За віковим діапазоном населення розподілялося таким чином: 26,1 % — особи молодші 18 років, 63,1 % — особи у віці 18—64 років, 10,8 % — особи у віці 65 років та старші. Медіана віку мешканця становила 40,4 року. На 100 осіб жіночої статі у місті припадало 90,6 чоловіків;  на 100 жінок у віці від 18 років та старших — 97,5 чоловіків також старших 18 років.
Середній дохід на одне домашнє господарство  становив 126 422 долари США (медіана — 94 375), а середній дохід на одну сім'ю — 141 034 долари (медіана — 110 278). За межею бідності перебувало 4,1 % осіб, у тому числі 4,4 % дітей у віці до 18 років та 10,1 % осіб у віці 65 років та старших.
Цивільне працевлаштоване населення становило 309 осіб. Основні галузі зайнятості: науковці, спеціалісти, менеджери — 20,7 %, роздрібна торгівля — 18,1 %, освіта, охорона здоров'я та соціальна допомога — 14,6 %.